# Замок Баллікарбері

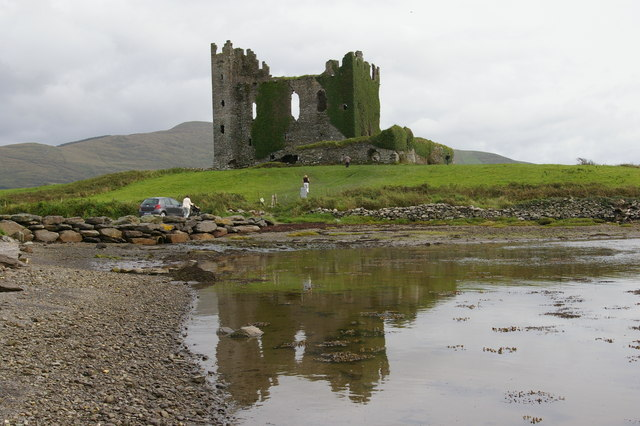
Замкок Баллікарбері.

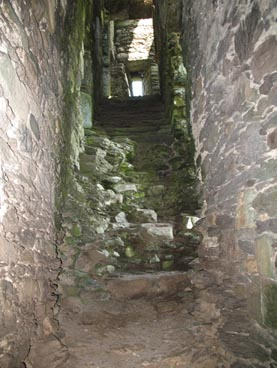
Зруйновані сходи.

Замок Баллікарбері (англ. Ballycarbery Castle) — один із замків Ірландії, розташований в графстві Керрі, за 3 км (2 милі) від селища Кагерсівін. Замок височіє на пагорбі з видом на море і знаходиться неподалік від форту Кагергалл та фортеці Леканабуль.

## Історія замку Баллікарбері
Перший замок Баллікарбері був збудований в 1398 році ірландським кланом Мак Карті, що володів цими землями. Нинішня споруда була побудована на місці давнього замку в XVI столітті. Замок довгий час належав ірландському клану Мак Карті Мор, потім перейшов у власність клану О'Коннелл. Клан Мак Карті був одним з наймогутніших кланів нинішнього графства Керрі і довгий час лишався незалежним від влади Англії. Клан ділився на кілька гілок: Мак Карті Рейг, Мак Карті Мускеррі та Мак Карті Мор. Назва клану ірландською — Мак Кархайг означає «син Картаха». Ім'я Картах перекладається з ірландської як люблячий. Засновник клану — Картах — король королівства Еогнахта Хайсіл загинув у 1045 році під час війни з кланом Лонгерган, що походив з клану Дал г-Кайс. Картах був сучасником і суперником верховного короля Ірландії Браяна Бору. Після розпаду королівства Манстер (Муму) в 1118 році вожді клану Мак Карті стали королями королівства Десмонд. Після смерті Донала Мак Карті Мора замок перейшов у власність сера Валентина Брауна. У 1641 році спалахнуло повстання за незалежність Ірландії. Володарі замку підтримали повстанців. Після придушення повстання Олівером Кромвелем замок Баллікарбері був зруйнований вогнем артилерії при штурмі замку англійськими військами у 1652 році. У XVIII столітті на руїнах замку був побудований будинок та амбар, де мешкала родина Лаудер. Цей будинок був зруйнований на початку ХХ століття.

## Особливості архітектури
Замок колись був оточений високою стіною, від якої нині мало що лишилося. Сходи на верхні поверхи замку лишилися всередині однієї з стін, але вони нині недоступні. Перший поверх замку складався з декількох кімнат. Велика кімната мала високу стелю і сходи в одному кутку, що вели на верхні поверхи. Існувало дві різні системи сходів на верхні поверхи. Нині руїни замку заросли травою. Задня стіна замку повністю зруйнована.